# Соса Павло Петрович
Соса Павло Петрович (20 грудня 1929, Жовнине, Чорнобаївський район, Черкаська область — 29 листопада 2000, Черкаси) — український історик, краєзнавець. Заслужений працівник культури України. Нагороджений пам'ятним знаком ІІІ ступеня «За заслуги перед містом Черкаси» (1999). Лауреат обласної премії ім. М. Максимовича (1995). Лауреат премії ім. Д. Яворницького. Нагороджений медалями «Ветеран праці», «За доблесну працю у Великій Вітчизняній війні 1941—1945 рр.», чисельними почесними грамотами.

## Життєпис
Закінчив історичний факультет Київського державного університету ім. Т. Г. Шевченка (1959). Викладав історію та суспільствознавство у школах Черкас. Працював у Черкаському обласному краєзнавчому музеї (1970) екскурсоводом, завідувачем відділу, заступником директора з наукової роботи.
25 років трудового життя віддав розвитку музейної мережі на Черкащини. Був автором багатьох музейних експозицій, брав участь у створенні обласного краєзнавчого музею, музею Михайла Старицького в с. Кліщинці, літературно-меморіального музею Т. Г. Шевченка в селі Шевченкове Звенигородського району, музею художника Івана Падалки у Драбові, експозиції виставки музею Б. Хмельницького в Чигирині. Один із засновників та співавторів першого видання збірника «Краєзнавство Черкащини». Член Всеукраїнської спілки краєзнавців України (1990).

## Праці
- «Кавалери орденів Слави» (1989);
- «Меморіальний літопис Черкас» (1991);
- «Назви вулиць, провулків і площ Черкас. Археологічні дослідження на Черкащині» (1995);
- «Черкаському краєзнавчому музею 80 років» (1998).